# Panicale
Panicale è un comune italiano di 5 310 abitanti della provincia di Perugia in Umbria. Sorge su una collina a 431 m.s.l.m. ai piedi del monte Petrarvella (641 m s.l.m.) nella Val di Chiana perugina, situata tra la vallata del lago Trasimeno e la Valle del Nestore.
Panicale fa parte del circuito de I borghi più belli d'Italia ed è stato insignito della bandiera arancione dal Touring Club Italiano.

## Geografia fisica
Panicale è situato in Umbria e dista solamente 15 km dalla Toscana. Scorre nel territorio comunale il fiume Nestore e il torrente Rigalto, suo affluente.
- Classificazione climatica: zona E, 2228 GR/G

## Origini del nome
Per quanto riguarda l'etimologia del nome "Panicale" ci sono diverse ipotesi: una lo fa derivare da pan colis, cioè "luogo dove si coltiva il panìco" (un cereale simile al miglio), ipotesi riportata anche nello stemma del comune; un'altra, la più probabile, da Pani calet cioè "luogo dove ardono are al dio Pan". Altro etimo ipotizzato dallo storico Corintio Corsetti nel XVII secolo è Pan Kalon, dal greco "dove tutto è bello".

## Storia

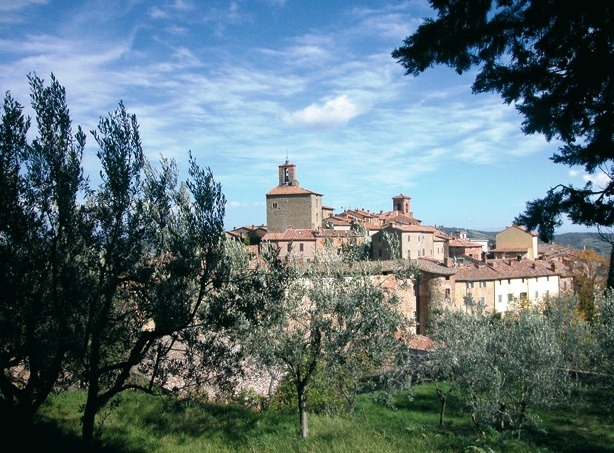
Panicale

Si ipotizza che l'origine di Panicale sia antichissima anche se non ci sono fonti certe che lo testimoniano. Nel Medioevo la storia del castello di Panicale è legata a quella di Perugia, sia economicamente che militarmente: infatti Panicale è sia un importante centro per il rifornimento di cibo (pane e carne), sia un avamposto di Perugia verso ovest e la Val di Chiana. Nel XIII secolo si sottomette alla Signoria di Perugia, anche se ha avuto una discreta autonomia. Nel 1316 risale un fatto importante: è testimoniato, infatti, il primo abbozzo della compilazione di uno Statuto vergato in lingua latina dal notaio Pietro di Vannuccio Vannucci, che sarà eleborato e modificato negli anni 1356 e 1386. redatto. Successivamente, nel 1484, il suddetto documento sarà tradotto in volgare per facilitarne la comprensione ai cittadini. La città di Perugia, dal 1416 al 1424, è dominata dal capitano di ventura Braccio da Montone, il quale eserciterà il proprio potere anche su Panicale, che vedrà l'abitato al centro di una serie di Signorie, che la assoggetteranno per molti anni. Durante l'epoca rinascimentale, Panicale vive un periodo di sviluppo economico, espansione territoriale e di generale benessere, che consente la realizzazione di diverse opere d'arte da parte di artisti celebri come Il Perugino.
Nel 1540 Perugia viene conquistata dallo Stato pontificio che manterrà il controllo sulla zona - quindi Panicale compresa - fino all'Unità d'Italia, eccezion fatta per gli anni dell'occupazione napoleonica. Vengono così introdotte nuove leggi, norme e regolamenti che sostituiranno il vecchio Statuto del 1316.
Il XVII secolo è per Panicale un secolo di lento declino: nei giorni dell'undici e del dodici maggio del 1798, l'esercito napoleonico entra in Panicale e decreta la sospensione del potere papale, e nel 1860 si assiste alla sua annessione al Regno d'Italia.
Il 15 luglio 1920, durante la fase più acuta delle tensioni sociali passata alla storia come biennio rosso, Panicale fu teatro di una manifestazione sindacale contadina per rivendicare migliori condizioni salariali attraverso un nuovo patto colonico. Presso Porta Perugina il corteo di manifestanti fu fatto fermare dai carabinieri che, dopo un breve scontro con la folla, aprirono il fuoco uccidendo sei persone e ferendone quattordici.

### Simboli
Lo stemma araldico di Panicale è diviso in due parti: nella parte destra è raffigurato il Castello (si tratta nello specifico di una torre con tre torricelle a merlatura guelfa, con ai fianchi due spighe di panìco); a sinistra, invece, c'è il grifo perugino, a testimonianza delle innumerevoli battaglie combattutte al fianco di Perugia, tra cui la memorabile vittoriosa difesa di Perugia, assalita dai Bretoni nel 1378, ad opera di un condottiero panicalese, Boldrino da Panicale. In segno di gratitudine, Perugia concesse a Panicale di usare il suo simbolo in quanto città dominante.

## Monumenti e luoghi d'interesse

### Palazzi storici
- Palazzo del Podestà (XIII - XIV secolo), ubicato in Piazza Masolino, è costruito in stile gotico lombardo dal genio dei Maestri comacini, è la sede dell'archivio storico e quello notarile del comune[5], al cui interno sono conservati atti che risalgono al 1312[6].
- Casa di Boldrino da Panicale (XIII secolo)
- Antica Posta di Braccio (XV secolo)
- Palazzo Landi - sede comunale (XV - XVI secolo). Al suo interno ospita la Pinanoteca[7], composta da 31 tele che prende il nome dal suo ideatore, Francesco Mariottini, nella quale si ha la possibilità di vedere volti noti di Panicale: dal condottiere Boldrino, al gesuita Virgilio Ceppari, fino allo stesso Mariottini.

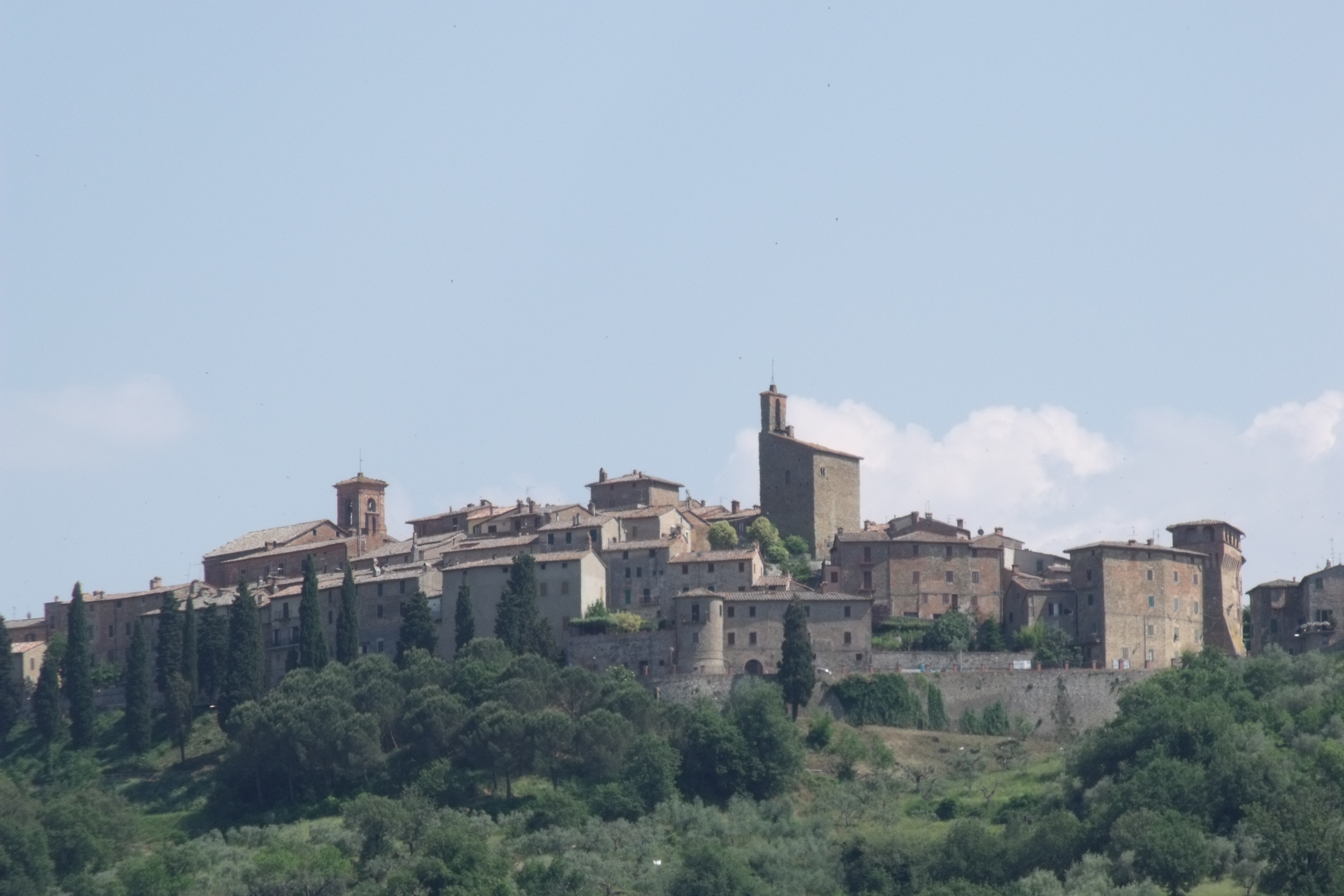
Panicale

- Palazzo Pretorio (XIV secolo)

### Teatro Cesare Caporali (XVII - XIX secolo)

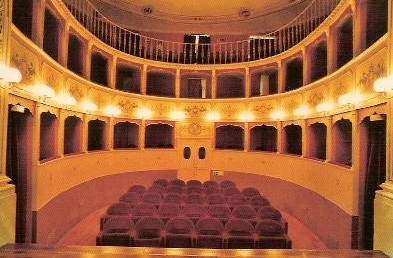
Teatro Cesare Caporali.

I panicalesi il 14 agosto 1692 fondarono una società di giovani, che “Per fuggire l'ozio ed unire gli animi (…)  avendo portato a buon termine un nuovo teatro”, come recita il documento originale, si impegnò a rappresentare ogni anno nuovi drammi. Nel 1786, grazie ad una nuova accademia teatrale, il teatro venne ricostruito da Francesco Tarducci e fu denominato Teatro del Sole. La sala rettangolare era composta da un palcoscenico, una platea e da una galleria sorretta da colonne. Nel 1856 il Teatrino venne arricchito di 24 palchetti e sei barcacce, distribuiti in due ordini, da Giovanni Caproni che ampliò il palcoscenico e sopra i palchi progettò un loggione con ringhiera di ferro fuso. Il pittore perugino Alceste Ricci ne decorò l'interno con ornati a colori, dorature e stucchi, conferendo eleganza al nuovo teatro Cesare Caporali (1530-1601), così denominato per celebrare il poeta “bernesco”, di probabili origini panicalesi. Nel 1869 Mariano Piervittori, celebre pittore marchigiano attivo in zona, dipinse il sipario rappresentando il capitano di ventura Boldrino Paneri da Panicale mentre riceve le chiavi della città di Perugia da lui liberata dall'assedio dei Bretoni, tuttora visibile. In questo spazio, per 318 anni, la tradizione teatrale si è perpetuata, anche se nel 1957, per un trentennio, si è trasferita presso il teatrino parrocchiale (ex chiesa di San Giovanni Battista) a causa della chiusura per inagibilità. Il Caporali è stato riaperto al pubblico nel novembre del 1994 dopo un radicale restauro e ospita ogni anno molteplici spettacoli grazie all'opera delle locali associazioni culturali

### Architetture religiose
- Collegiata di San Michele Arcangelo (X-XVIII secolo)
- Chiesa di Sant'Agostino (XVI secolo)
- Chiesa di San Sebastiano (XIV-XVI secolo), al cui interno si può ammirare il Martirio di san Sebastiano (1505) del Perugino. Tale opera, che occupa un'intera parete dell'edificio, colpisce per la sua leggerezza nei colori del paesaggio che ne fa da sfondo, definito da molti come la danza degli arcieri, intorno al santo. All'interno della chiesa, inoltre, si può ammirare anche un affresco, la Madonna in trono, che è stata attribuito a Raffaello, proveniente dalla chiesa di Sant'Agostino[6].
- Chiesa di Santa Maria Regina o chiesa di Santa Lucia (XVII secolo)
- Chiesa della Madonna della Sbarra (XVI-XVII secolo)
- Chiesa di Santa Croce ai Cappuccini (XIV - XVI secolo)
- Chiesa di San Giovanni Battista (XVI secolo)  oratorio della Arciconfraternita della Morte (Teatrino parrocchiale)
- Chiesa della Madonna della Spera o del Rosario (XVI secolo) oratorio della Confraternita del Santissimo Sacramento XVI secolo (Sede della scuola dell'Ars Panicalensis)
- Santuario della Madonna di Mongiovino - in frazione Tavernelle (XVI-XVII secolo)
- Chiesa dei Santi Pietro e Paolo - in frazione Colle san Paolo. Conserva una delle più antiche cripte dell'Umbria datata attorno al X secolo.
- Santuario delle Grondici - in frazione Tavernelle (XIV-XX secolo)

### Monumenti storici
- Palazzo del Podestà, sito in piazza Masolino, fu costruito tra la fine del XIII° ed i primi del XIV° secolo ad opera dei Maestri Comacini.

- Fontana del XV secolo. Si trova in Piazza Umberto I, nel cuore del centro storico del borgo medievale. La sua costruzione in travertino risale al 1473, ed era l'antica cisterna del paese che si estendeva anche sotto la piazza[6].

- Porta Perugina (XIX secolo)

- Castello di Montalera

### Musei e pinacoteche
- Museo del Tulle, intitolato ad Anita Belleschi Grifoni - che ha avuto il merito di riportare l'antica arte del merletto, agli inizi del secolo scorso, fuori dai confini regionali e nazionalii - , è ospitato dal 2001 all'interno della ex chiesa di Sant'Agostino, nonché oratorio della Confraternita della Frusta risalente al XIII - XVI secolo. Al suo interno si possono ancora ammirare i resti degli affreschi provenienti dalla scuola del Perugino, e il pregevole altare in pietra serena del 1533 ad opera di Giambattista di Cristoforo da Cortona[6].
- Museo degli arredi sacri (piano superiore chiesa della Madonna della Sbarra)
- Pinacoteca Francesco Mariottini (Palazzo Landi, oggi sede del municipio XVI secolo)

## Società

### Evoluzione demografica
Abitanti censiti

## Cultura

### Eventi

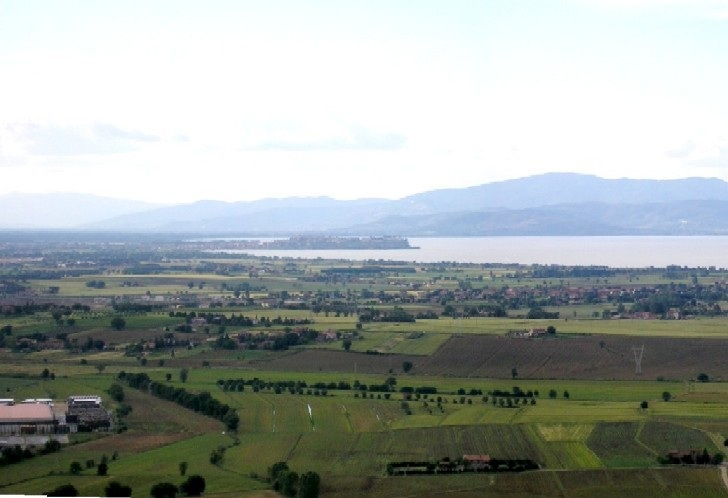
Vista del Lago Trasimeno e della Val di Chiana romana e aretina da Panicale

Il Lunedì di Pasqua il Fosso Largo, ovvero l'antica via del fosso esposta a Sud, viene chiusa al traffico per dare modo ai Panicalesi di divertirsi con l'antico Gioco del Formaggio. Questo gioco viene citato su diverse fonti d'archivio del XVII secolo.
Il secondo venerdì di settembre fino alla domenica si svolge la Festa dell'Uva, che prevede alla domenica pomeriggio una sfilata di carri allegorici costruiti dai quattro rioni storici chiamati Centro Storico, Rosario, Colgiordano e Aldo Moro al termine della quale viene premiato il più bello; la festa si conclude con una cena a base di prodotti tipici. I temi dei carri possono riguardare la storia o l'attualità, ma devono essere pertinenti con l'uva e il vino.
L'ultima domenica di ottobre si svolge la Festa della Castagna, mentre nei primi giorni di settembre si svolge a Tavernelle la Festa della Pannocchia.
Per quanto riguarda gli eventi religiosi sono da menzionare:
- la processione del Cristo Morto del venerdì santo. In questa processione avviene l'ostensione del Cristo ligneo conservato nella collegiata. La processione ha radici remotissime e vede protagoniste alte croci di 4-8 metri denominate "tronchi" portate da tre confraternite: la prima detta "La Frusta o disciplinati" con origini trecentesche con cappa bianca e pellegrina rossa, la seconda "Il Sacramento" di origini quattrocentesche con cappa turchina e pellegrina rossa e la terza "La Morte" con origini nel XVI secolo con cappa e pellegrina nere;
- il 24 e 25 aprile a Mongiovino (una piccola frazione) si svolge la Festa di San Giorgio durante la quale si ricorda un miracolo accaduto il 23 aprile 1513. Andreana, la ragazza alla quale era apparsa la Madonna, stava distribuendo il cibo agli operai che lavoravano per la costruzione del Santuario; il pane però era poco e non riusciva a sfamare tutti, ma, tutto ad un tratto, iniziò a moltiplicarsi.

Da luglio a settembre, a cura dell'associazione Pan Kalon, si tiene il Festival organistico Morettini.
A settembre dal primo fine settimana al penultimo fine settimana, a cura dell'associazione TéathronMusikè, presso lo storico Teatro Caporali si tiene il PAN OPERA FESTIVAL festival di opera da camera.

## Economia

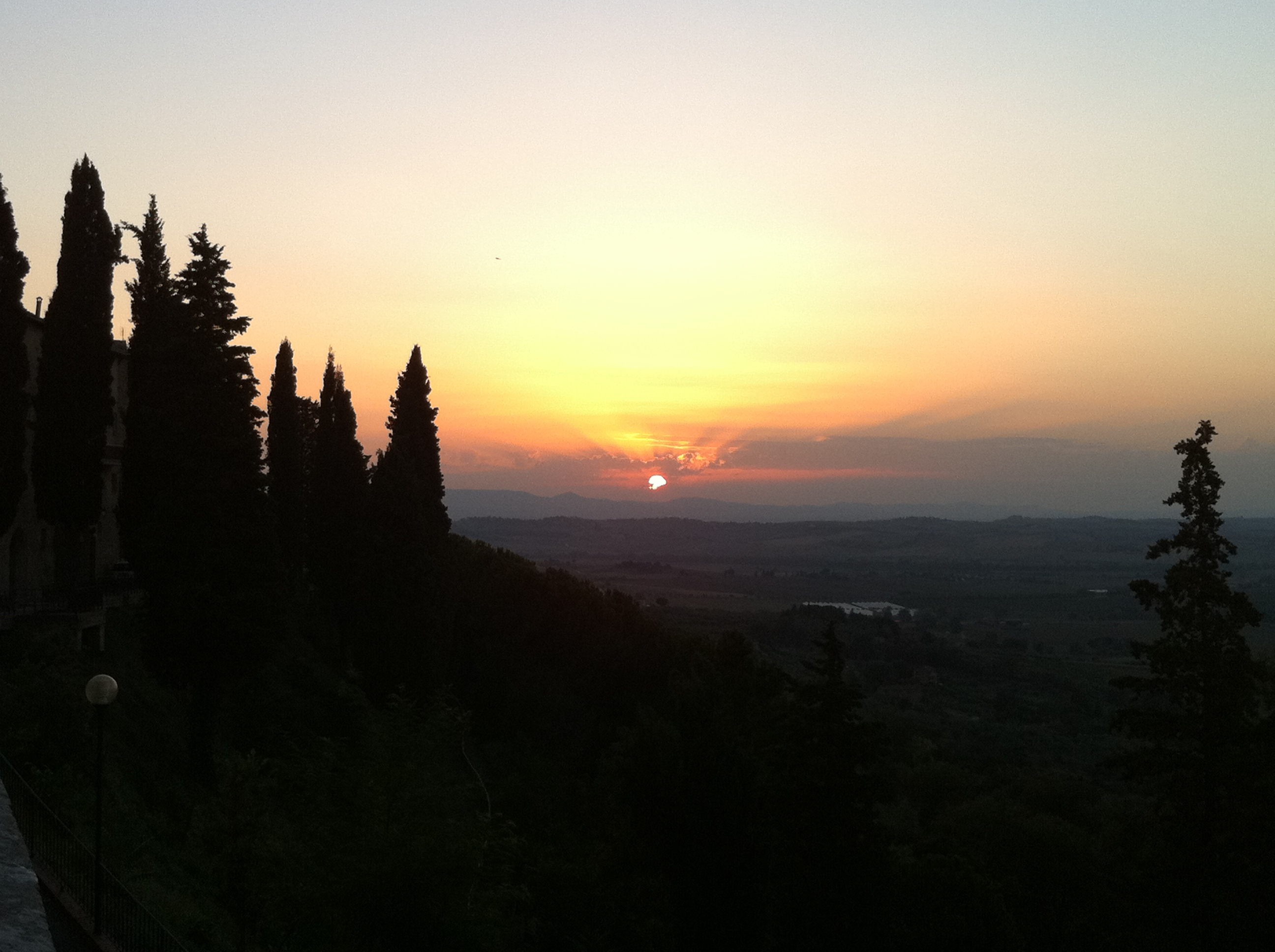
Panorama sulla campagna della Val di Chiana romana e senese dal Fosso Stretto di Panicale.

L'economia di Panicale e del suo territorio è prevalentemente agricola: importante è la presenza degli oliveti, diffusi in tutta la zona, che forniscono un olio privo di acidità e che rappresenta uno dei pilastri della cucina locale. Nei boschi si trovano asparagi e molte varietà di funghi.
Altro settore importante è quello dell'artigianato, da menzionare la riscoperta del ricamo su tulle "Ars Panicalensis".
L'attività industriale è diffusa nella frazione di Tavernelle, con fabbriche che spaziano dall'industria chimica (vernici) a quella tessile, da quella elettronica a quella delle casseforti e degli strumenti di chiusura delle porte.

## Amministrazione
| Nº             | Primo cittadino | Primo cittadino | Primo cittadino        | Mandato        | Mandato        | Partito                                                       | Carica |                |
| Nº             | Primo cittadino | Primo cittadino | Primo cittadino        | Inizio         | Fine           | Partito                                                       | Carica |                |
| Sindaci eletti | Sindaci eletti  | Sindaci eletti  | Sindaci eletti         | Sindaci eletti | Sindaci eletti | Sindaci eletti                                                | Sindaci eletti | Sindaci eletti |
| -------------- | --------------- | --------------- | ---------------------- | -------------- | -------------- | ------------------------------------------------------------- | --- | -------------- |
| 1              |                 |                 | Quartilio Fratini      | 1950           | 1970           | Partito Comunista Italiano                                    | Sindaco eletto dal Consiglio Comunale                                                                                             |                |
|                |                 |                 | Antonio Marconi        | 1970           | 1985           | Partito Comunista Italiano                                    | Sindaco eletto dal Consiglio Comunale                                                                                             |                |
| 3              |                 |                 | Luciano Mencarelli     | 1985           | 1993           | Partito Comunista Italiano-Partito Democratico della Sinistra | Sindaco eletto dal Consiglio Comunale                                                                                             |                |
| 4              |                 |                 | Daniele Enrico Orlandi | 1993           | 1995           | Partito Democratico della Sinistra                            | Sindaco eletto dal Consiglio Comunale                                                                                             |                |
|                |                 |                 | Daniele Enrico Orlandi | 1995           | 1999           | Partito Democratico della Sinistra-Democratici di Sinistra    | Sindaco confermato con il 68,21% dei voti (elezione diretta popolare)                                                             |                |
|                |                 |                 | Daniele Enrico Orlandi | 1999           | 2004           | Democratici di Sinistra                                       | Sindaco ri-confermato con il 75,37% dei voti (elezione diretta popolare)                                                          |                |
| 5              |                 |                 | Luciana Bianco         | 2004           | 2014           | Panicale bene comune                                          | Sindaco eletto con il 56,13% dei voti. Confermato con il 37,10% dei voti (elezione diretta popolare)                              |                |
| 6              |                 |                 | Giulio Cherubini       | 2014           | 2029           | Insieme in Comune-Avanti Insieme                              | Sindaco eletto con il 56,27% dei voti. Confermato con il 65,11% dei voti. Riconfermato con il 35,66%. (elezione diretta popolare) |                |

### Gemellaggi
- La Verrière, dal 1987